# 547 (tal)
547 är det naturliga heltal som följer 546 och följs av 548.

## Matematiska egenskaper
- 547 är ett udda tal.
- 547 är ett primtal[1].
- 547 är ett defekt tal.
- 547 är ett sammansatt tal.
- 547 är ett Centrerat hexagontal.
- 547 är ett Centrerat heptagontal.

## Inom vetenskapen
- 547 Praxedis, en asteroid.